# Po朝霆
Po朝霆（英語：Post Production Office），香港艺人谢霆锋於2003年创办的電影後期製作集團。

## 概要
成立於2003年，起初總部設立於銅鑼灣禮頓道91號雲翠大廈地庫。2011年，總部遷至開平道1號Cubus18樓。目前集團已成立上海与北京分部。
集團主要提供合成特效製作、數碼中間片、數碼剪接、錄音及混音、膠卷轉換及電腦動畫特效、電影特效、廣告特效、遊戲軟體特效等。

## 歷史
Post Production Office始於創始人謝霆鋒的一個念頭：2001年他在拍攝《玉蝴蝶》MV時，發覺大部分製作公司水平有限，導致後期製作通常被外國公司承包，亦敏銳地意識到了後期製作面蘊藏的商機。
公司由十數名員工慢慢擴展成現時過百人，營業額以每年以45%增長。2013年度收入約八千萬港元，稅前虧損約六百萬港元，本地廣告後期製作市場佔有率超过五成。
謝霆鋒也坦言為了創建公司，当年以自己的房产作抵押，投入過百萬於此公司上。
2016年1月香港上市公司數字王國以1.14億收購PO朝霆85%股權 

## 後製作品
- 《全城熱戀熱辣辣》
- 《財神客棧》
- 《逆戰》
- 《浮城大亨》
- 《一九四二》
- 《李小龍》
- 《桃姐》
- 《救火英雄》

## 外部連結
- Post Production Office 官方網站
- 謝霆鋒8年締造傳奇帶領PO Group獨佔鰲頭
- 谢霆锋：从明星到电影特效领军人